# Avalanche Studios Group
Avalanche Studios Group er en svensk videospiludvikler og udgiver baseret i Stockholm . Det er et moderselskab, der inkluderer Avalanche Studios, Expansive Worlds og Systemic Reaction. Grundlagt af Linus Blomberg og Christofer Sundberg i marts 2003, fokuserer Avalanche Studios på at udvikle åbne verdensprojekter og baserer dem på deres proprietære Apex-spilmotor (tidligere kendt som Avalanche Engine). Virksomheden er bedst kendt for at udvikle Just Cause- spilserien.

## Spil
| År   | Titel        | Platform(e)   |
| ---- | ------------ | ------------- |
| 2006 | Just Cause   | PlayStation 2 |
| 2010 | Just Cause 2 | PlayStation 3 |
| 2015 | Just Cause 3 | PlayStation 4 |
| 2018 | Just Cause 4 | PlayStation 4 |